# Kenan Hajdarevic
Kenan Hajdarevic, er en bosnisk/dansk fodboldspiller, der lige nu spiller for 1. Divisions-klubben, Brabrand IF, i den anden bedste danske liga. Før dette spillede han i SønderjyskE, hvor han blev hentet som erstatning for en bortrejst angriber i klubben i transfervinduets sidste minutter. Før har Kenan blandt andet spillet i FC Fredericia i 1. division og AC Horsens i Superligaen. Kenan skiftede angiveligt til det sønderjyske, fordi han blev kasseret i startopstillingen i Horsens

I Superliga kampen mellem SønderjyskE og FC Midtjylland, d. 1. oktober 2012, lavede Kenan både klub og ligarekord for SønderjyskE, ved at score det sidste mål til i SønderjyskE's 3-1 sejr, blot 17 sekunder efter sin indskiftning i overtiden, dette var hans første berøring på bolden og blot 4 minut, i aktion for klubben. Dette er ikke set ofte før.